# Gonomomera
Gonomomera là một chi bướm đêm thuộc phân họ Olethreutinae, họ Tortricidae Tortricidae.

## Các loài
- Gonomomera halixanta (Meyrick, 1910)